# Champ und Major

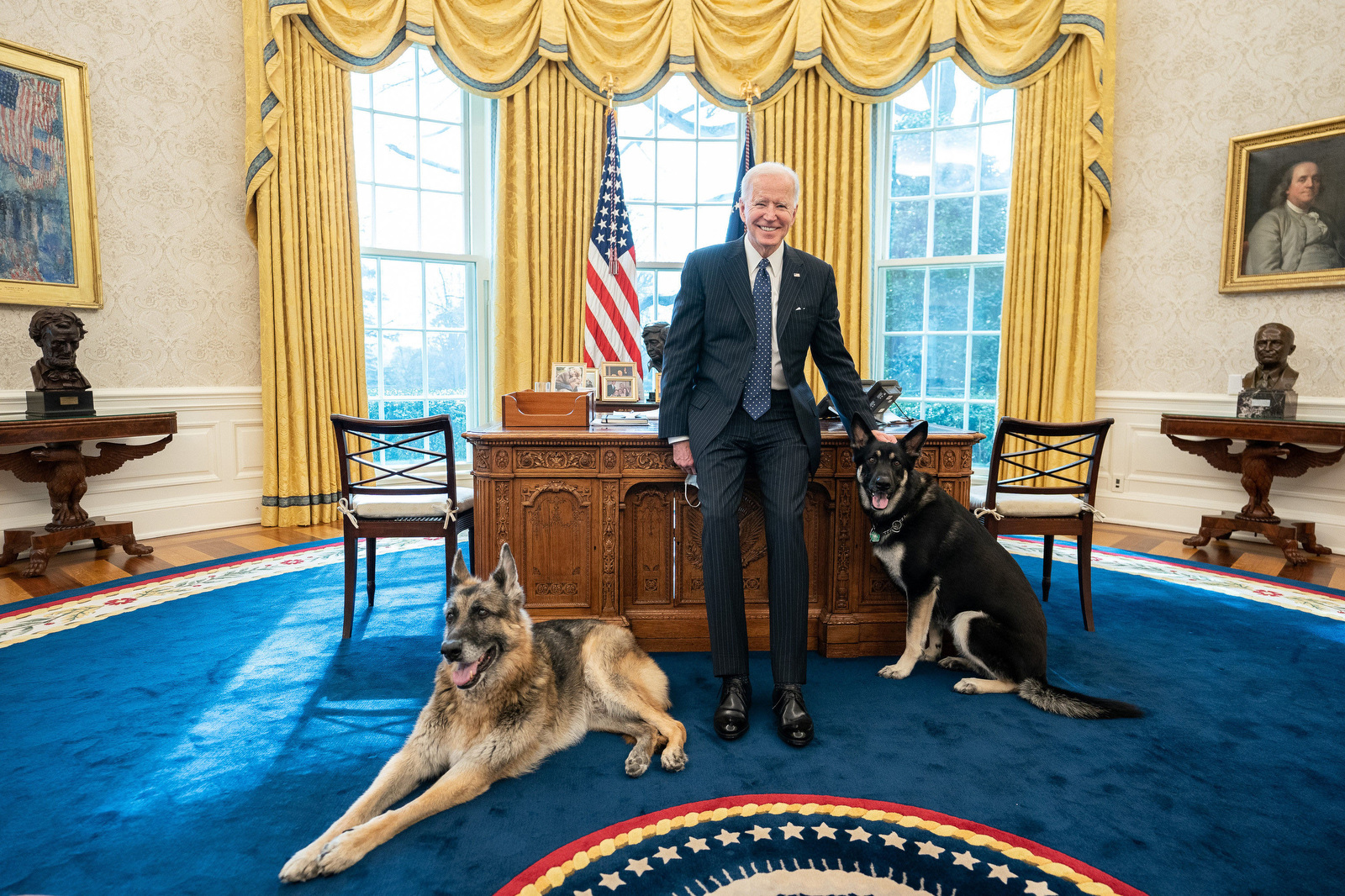
Präsident Joe Biden mit seinen Hunden

Champ und Major waren die Hunde des seit Januar 2021 amtierenden US-Präsidenten Joe Biden und seiner Frau Jill Biden. Die beiden Deutschen Schäferhunde, die in den Medien bisweilen „First Dogs“ genannt werden, waren 2020 in einem Wahlkampfvideo Bidens mit dem Statement „Bringt die Hunde zurück ins Weiße Haus“ zu sehen. Nach Bidens Wahl zum Präsidenten wurden für die beiden Hunde Instagram- und Twitterprofile erstellt. Ein Weihnachtsvideo mit den beiden Hunden fand großen Anklang bei Twitter. Nach nur einem Monat mussten die beiden Hunde in Folge eines Beißvorfalls das Weiße Haus wieder verlassen. Sie kehrten nach einem Training in Delaware wieder ins Weiße Haus zurück. Champ starb 2021.

## Champ

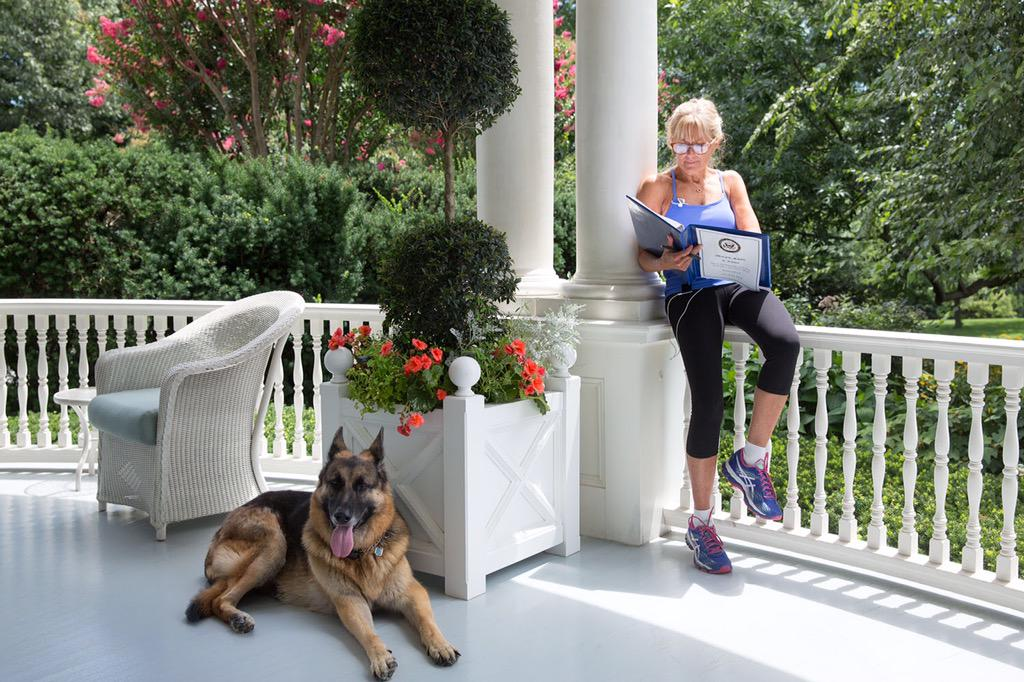
Champ und Jill Biden auf der Terrasse des Number One Observatory Circle (2015)

Champ war ein Deutscher Schäferhund. Die Bidens holten ihn 2008 als dreimonatigen Welpen von einem Züchter in Pennsylvania zu sich. Joe Biden soll Jill Biden vor seiner Wahl zum Vizepräsidenten der USA im Falle seines Wahlerfolgs mit Barack Obama einen Hund versprochen haben. Seine Enkelinnen Finnegan und Maisy nannten den Hund Champ, den Angaben der Familie zufolge erinnert „Champ“ an einen Ratschlag ihres Urgroßvaters an ihren Großvater. „Jedes Mal, Champ, wenn du zu Boden gehst, musst du wieder aufstehen“, soll der Autohändler Joseph Robinette Biden Senior zu seinem Sohn Joe Biden gesagt haben. Von Anfang 2009 bis 2017 lebte Champ mit den Bidens in Washington im Number One Observatory Circle, dem Wohnsitz des Vizepräsidenten. Champ starb am 19. Juni 2021 im Alter von 13 Jahren.

## Major

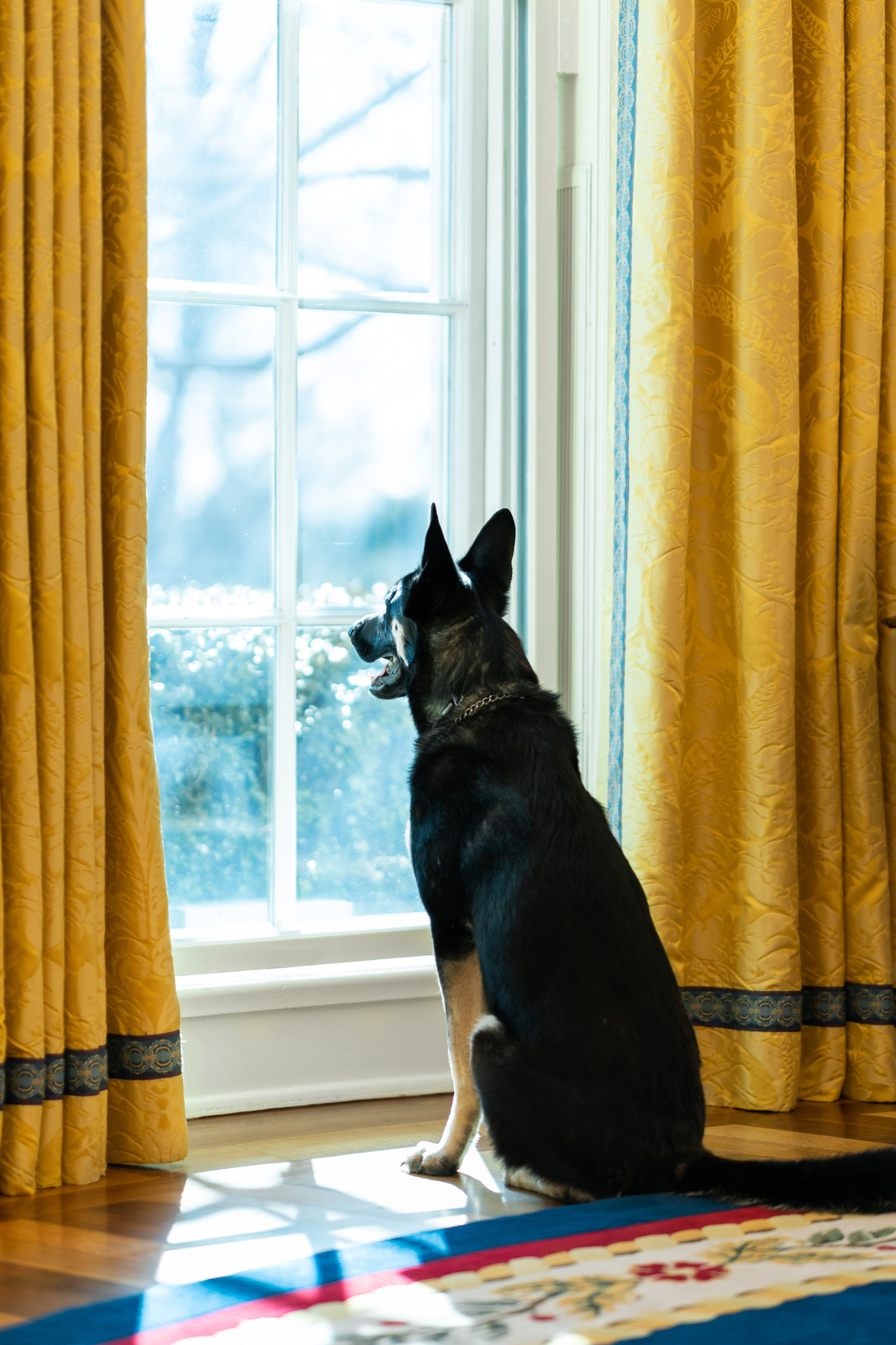
Major schaut aus dem Fenster des Oval Office im Weißen Haus (2021)

Major ist ebenfalls ein Deutscher Schäferhund. Die Bidens holten ihn 2018 als Welpen aus dem Tierheim der Delaware Humane Association (DHA) in Joe Bidens Heimatstadt Wilmington im Bundesstaat Delaware zu sich. Major musste dort mit seinen Wurfgeschwistern wegen einer Vergiftung behandelt werden und wurde dann zur Adoption frei gegeben. Er ist ein ausgebildeter Rettungshund. Kurz vor der Amtseinführung Bidens organisierte die DHA am 17. Januar 2021 eine virtuelle „Hundeparty“ auf Zoom, um Majors Einzug ins Weiße Haus zu feiern und Spenden für den Tierschutz zu sammeln.

## Die Hunde im Weißen Haus
Champ und Major mussten den Amtssitz Bidens im März 2021 für mehrere Wochen verlassen, nachdem Major aggressives Verhalten gezeigt und einen Leibwächter gebissen hatte. Die Hunde erhielten in Bidens Haus in Wilmington im Bundesstaat Delaware zusätzliches Training und kehrten noch im selben Monat ins Weiße Haus zurück. Nach einem erneuten Beißvorfall musste Major das Weiße Haus verlassen und wurde Freunden der Familie übergeben.